# Dorothy Rudd Moore
Dorothy Rudd Moore (Wilmington, New Castle, Delaware, 4 de juny de 1940) és una compositora i professora de música afroamericana, considerada una de les dones compositores de color líder de la seva generació. És una de les cofundadores de la Society of Black Composers. Les seves obres no van ser publicades, però les podem trobar a través de l’American Composers Alliance. Mitjançant les seves composicions va posar en evidència la falta de reconeixement en les arts de compositors i escriptors negres. A més, la seva música gira sempre entorn de temes seriosos per a la societat.

## Biografia

### Infantesa i anys d'adolescència
Nascuda a New Castle el 1940, Dorothy va néixer en una família on la música era molt present. La seva mare era cantant i sempre va donar suport al somni de la seva filla. Ja des de petita Moore feia les seves pròpies cançons i va començar a estudiar piano amb la seva mare fins que els seus pares van decidir apuntar-la a classes de piano amb un professor quan tenia deu anys. En els seus anys adolescents, Moore va decidir que seria compositora. No obstant això, no hi havia gaires models a seguir en el camp de la composició. Malauradament, Moore va néixer en un període de la història americana on la majoria de principis en els quals es basava Amèrica eren denegats als africans-americans. Prest es va adonar que en el món de la música mateix, semblava que tots els compositors havien de ser homes, blancs i morts.Amb aquesta forta voluntat, va decidir aprendre el clarinet per així poder tocar en la banda conformada sols per homes en aquell temps de la Wilmington School of Music, on va ser alumna de Harry Andrews. Coneguda com una noia solitària, va ser partícip també de l'orquestra de l'escola, del cor de l'escola i de l'església i estudiava per la seva banda teoria musical. La seva primera obra, Flight, inspirada en Duke Ellington i Johann Sebastian Bach, per piano sol, fou escrita amb sols setze anys.

### Els anys d'estudi
Es gradua a la Howard University el 1963 en un grau en Composició i Teoria musical amb Mark Fax, Dean Wagner Lawson i Thomas Kerr, encara que en principi havia d'estudiar Educació Musical. Durant la seva estada a Howard va guanyar dos premis per dues composicions seves: Reflections of Life i Symphony N. 1. Va rebre el Lucy Moten Fellowship per poder estudiar al Conservatori Americà de Fontainebleau amb Nadia Boulanger el 1963 i després el 1965 faria classes particulars amb el compositor Chou Wen-Chung a Nova York i classes privades de cant amb Lola Hayes el 1972.

### Maduresa
Posteriorment treballà com a professora de música privada de piano, cant, lectura i percepció auditiva en diferents institucions: del 1965-1966 a la Harlem School of the Arts, el 1969 a la Universitat de Nova York i el 1971 a la Universitat Bronx Community.
Es casà amb el violoncel·lista i director Kermit Moore el 1964, el qual estrenarà moltes de les obres de la seva dona. Durant la seva trajectòria com a músics professionals van haver de sofrir certs tractes racistes com quasi negar-los tocar en el Damrosch Memorial Concert el 1969 perquè "ja era molt tenir un negre a l'escenari com per tenir-ne dos".
El 1968 Moore esdevé cofundadora de la Societat de Compositors Negres de Nova York amb el seu marit en la lluita pel reconeixement als compositors negres. Publicà Dirge and Deliverence i Songs from the Dark Tower amb Performance Records el 1981. Estrenà la seva primera òpera el 1985 a Nova York, titulada Frederick Douglass, de la qual no sols escrigué la música sinó també el llibret basat en l'escriptor abolicionista estatunidenc. Entre 1988 i 1990 va estar en el comitè de música del New York State Council of the Arts.
Encara que també va tenir certa carrera concertística com a cantant, ella sempre s'ha considerat primer de tot compositora.

## A l'hora de compondre
Dorothy també era poeta, i això va tenir repercussions en la seva manera de treballar amb la lletra de les seves cançons. Sempre escull lletres poderoses que tractin les experiències de la gent de color a Amèrica. Llegeix la lletra fins que la memoritza i llavors busca una música que li sembli innata a aquella lletra. La majoria dels seus cicles de cançons estan basades en poemes d'escriptors negres com Langston Hughes, James Weldon Johnson, Arna Bontemps, Herbert Clark Johnson i Countee Cullen.

## Influències
Les seves dues majors influències són Johann Sebastian Bach, per la bellesa, organització estructural de les seves composicions, el contrapunt i el control en tants gèneres diferents. Per altra banda, admira a Duke Ellington per la creativitat en les harmonies, l'estil improvisat dels seus ritmes i com aconseguia destacar les millors qualitats de cada instrument en els seus arranjaments.

## Obres[4]
Dorothy Moore ha compost bàsicament en tots els gèneres possibles incloent cicles de cançons, música de cambra, música orquestral, música coral, música per a piano i una òpera.
| Any de composició | Títol                                | Instrumentació                                                            |
| ----------------- | ------------------------------------ | ------------------------------------------------------------------------- |
| 1956              | Flight                               | Piano                                                                     |
| 1962              | Reflections                          | Conjunt de vent simfònic                                                  |
| 1962              | Twelve Quatrains from the Rubaiyat   | Soprano i oboè                                                            |
| 1963              | Symphony No.1                        | Orquestra                                                                 |
| 1965              | Baróque Suite for cello              | Violoncel i piano                                                         |
| 1967              | Three pieces for violin and piano    | Violí i piano                                                             |
| 1968              | Modes                                | Quartet de corda                                                          |
| 1969              | Lament for Nine Instruments          | Flauta, oboè, clarinet, trompeta, trombó, percussió, violí, viola i cello |
| 1969              | Moods                                | Viola i violoncel                                                         |
| 1970              | Songs from the Dark Tower            | Mezzosoprano, cello i piano                                               |
| 1971              | Dirge and Deliverance                | Violoncel i piano                                                         |
| 1974              | Dreams and Variations                | Piano                                                                     |
| 1975              | Sonnets on Love, Rosebuds, and Death | Soprano, violí i piano                                                    |
| 1977              | In Celebration                       | Soprano, baríton, piano i cor                                             |
| 1979              | Weary Blues                          | Baríton, violoncel i piano                                                |
| 1982              | A little Whimsy                      | Piano                                                                     |
| 1978-1985         | Frederick Douglass (òpera)           |                                                                           |
| 1985-1986         | Transcension                         | Orquestra de cambra                                                       |
| 1988-1989         | Flowers of Darkness                  | Tenor i piano                                                             |